# تخطيط مغناطيسية الدماغ
تخطيط مغناطيسية الدماغ (بالإنجليزية: Magnetoencephalography) ويعرف اختصارًا (MEG) هو تقنية تصوير وظيفية للأعصاب لتخطيط نشاط الدماغ عن طريق تسجيل المجالات المغناطيسية التي تنتجها التيارات الكهربائية التي تحدث بشكل طبيعي في الدماغ، وذلك باستخدام مقاييس المغناطيسية الحساسة جدًا. يعتبر السكويدة (نبيطة تداخل كمومي فائقة النقل) حالياً أكثر مقاييس المغناطيسية شيوعًا، في حين يجري اختبار جهاز قياس المغناطيسية (SERF) أجل الآلات المستقبلية. وتشمل تطبيقات MEG البحث الأولي في عمليات الدماغ المعرفية والإدراكية الحسية، وتحديد المناطق المتضررة من الأمراض قبل الاستئصال الجراحي، وتحديد وظيفة أجزاء مختلفة من الدماغ، والارتجاع العصبي. يمكن تطبيق ذلك في بيئة سريرية للعثور على أماكن الاضطرابات وكذلك في بيئة تجريبية لقياس نشاط الدماغ.

## تاريخ

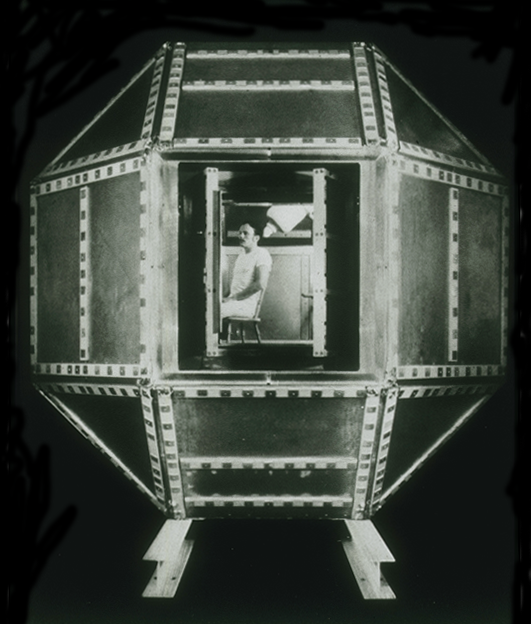
غرفة الدكتور كوهين المحمية في معهد ماساتشوستس للتكنولوجيا، والتي تم فيها قياس MEG للمرة الأولى باستخدام السكويدة

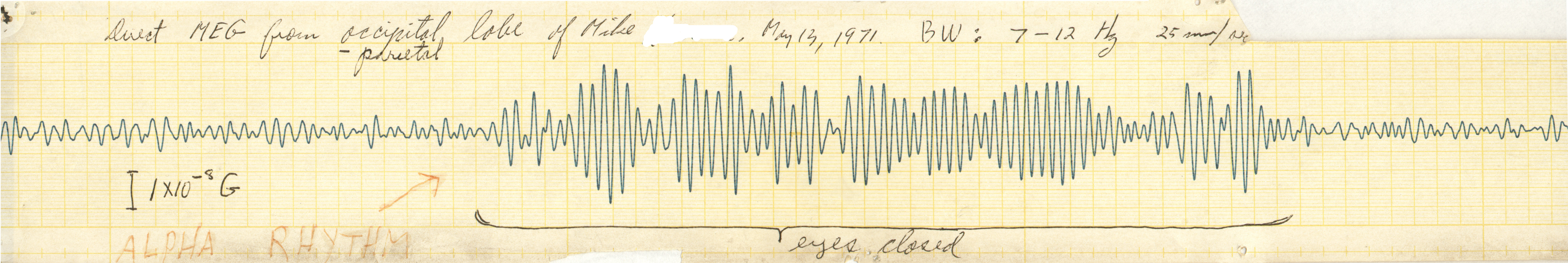
أول تخطيط دماغ مغناطيسي تم قياسه باستخدام السكويدة، في غرفة الدكتور كوهين في معهد ماساتشوستس للتكنولوجيا

قام الفيزيائي بجامعة إلينوي دافيد كوهين بقياس إشارات MEG للمرة الأولى في عام 1968، قبل توفر السكويدة، باستخدام ملف حثي نحاسي ككاشف للإشارات. للحد من الضوضاء المغناطيسية في الخلفية، تم إجراء القياسات في غرفة محمية مغناطيسيًا. كان الملف الكاشف بالكاد حساسًا بما يكفي، مما أدى إلى قياسات MEG ضعيفة وصاخبة كان يصعب استخدامها. في وقتٍ لاحق، قام كوهين ببناء غرفة محمية بشكل أفضل بكثير في معهد ماساتشوستس للتكنولوجيا، واستخدم واحدة من أوائل أجهزة السكويدة الكاشفة، التي طورها جيمس إدوارد زيمرمان، الباحث في شركة فورد موتور، لقياس إشارات MEG مرة أخرى. ولكن هذه المرة كانت الإشارات واضحة تمامًا مثل إشارات تخطيط أمواج الدماغ. حفز هذا اهتمام الفيزيائيين الذين كانوا يبحثون في استخدامات السكويدة. بعد ذلك، بدأت تُقاس أنواع مختلفة من MEGs المحفزة والتلقائية.
في البداية، تم استخدام كاشف سكويد واحد لقياس المجال المغناطيسي بنجاح في عدد من النقاط حول رأس الشخص. ولكن كان هذا مرهقاً، وفي الثمانينات، بدأ مصنعو MEG بترتيب أجهزة استشعار متعددة في مصفوفات لتغطية مساحة أكبر من الرأس. يتم وضع مصفوفات MEG الحالية في ترمس على شكل خوذة تحتوي عادة على 300 جهاز استشعار، تغطي معظم الرأس. بهذه الطريقة، يمكن الآن تجميع MEGs لشخص أو مريض بسرعة وكفاءة.
تحاول التحسينات الأخيرة زيادة قابلية التنقل والحمل لماسحات MEG باستخدام مقاييس المغناطيسية (SERF). مقاييس المغناطيسية SERF صغيرة نسبيًا، لأنها لا تتطلب أنظمة تبريد ضخمة للعمل. في نفس الوقت، لديهم حساسية تعادل تلك الموجودة في السكويدة. في عام 2012، تم إثبات أن MEG يمكن أن يعمل ياستخدام مقياس مغناطيسي ذري بمقاس رقاقة (CSAM ، أحد أنواع SERF). وفي الآونة الأخيرة، في عام 2017، بنى الباحثون نموذجًا أوليًا يعمل باستخدام أجهزة قياس المغناطيسية SERF المثبتة في خوذ منفردة قابلة للحمل والنقل مطبوعة باستخدام طابعة ثلاثية الأبعاد.

## أساس إشارة تخطيط مغناطيسية الدماغ
تحفز تيارات الخلايا العصبية المتزامنة مجالات مغناطيسية الضعيفة. إن المجال المغناطيسي للدماغ، الذي يقاس عند 10 فيمتو تسلا (ft) لنشاط القشرة المخية وعند 103 fT لموجات ألفا التي يطلقها الدماغ البشري، أصغر بكثير من الضوضاء المغناطيسية المحيطة في بيئة حضرية، والتي تكون في نطاق 108 fT أو 0.1 µT (ميكرو تسلا). بالتالي، فإن المشكلة الأساسية للمغناطيسية الحيوية هي ضعف الإشارة بالنسبة لحساسية أجهزة الكشف، ومقارنةً مع ضوضاء البيئة المحيطة.

مصدر المجال المغناطيسي للدماغ. يقوم التيار الكهربائي بإنشاء إشارات تخطيط أمواج الدماغ أيضًاتُستمد

 إشارات تخطيط مغناطيسية الدماغ (و تخطيط أمواج الدماغ) من التأثير الصافي لتيارات التأين التي تتدفق في الزوائد الشجرية للخلايا العصبية أثناء التشابك العصبي. وفقًا لمعادلات ماكسويل، فإن أي تيار كهربائي ينتج حقل مغناطيسي، وهذا هو المجال الذي يتم قياسه. يمكن اعتبار أن التيارات الصافية تيارات ثنائية القطب، أي تيارات ذات موقع، واتجاه، وقيمة، ولكن لا يوجد لها مدى مكاني. وفقًا لقاعدة اليد اليمنى، يؤدي التيار ثنائي القطب إلى إنشاء حقل مغناطيسي يسير حول محور مصدر القوة الموجهة له.
لتوليد إشارة قابلة للاكتشاف، نحتاج إلى حوالي 50,000 عصبون نشط. وبما أن التيارات ثنائية القطب يجب أن يكون لها اتجاهات مشابهة لتوليد حقول مغناطيسية تعزز بعضها البعض، فغالبًا ما تقوم طبقة الخلايا العصبية الهرمية، التي تقع عموديًا على سطح القشرة المخية، بإنشاء مجالات مغناطيسية قابلة للقياس. تقوم حزم من هذه العصبونات الموجهة بشكل عرضي إلى سطح فروة الرأس بتخطيط أجزاء قابلة للقياس من حقولها المغناطيسية خارج الرأس، وعادة ما توجد هذه الحزم في التلم. يجرِّب الباحثون طرقًا مختلفة لمعالجة الإشارات في سبيل إيجاد طرق تستكشف الدماغ العميق (أي، الإشارات غير القشرية)، ولكن لا توجد طريقة مفيدة سريريًا في الوقت الحالي.
تجدر الإشارة إلى أن جهد الفعل لا ينتج عادة مجالًا يمكن ملاحظته، ويرجع ذلك أساسًا إلى أن التيارات المرتبطة بجهد الفعل تتدفق في اتجاهات متعاكسة وتلغى الحقول المغناطيسية. ومع ذلك، تم قياس حقول الفعل من الأعصاب الطرفية.

## التدريع المغناطيسي
بما أن الإشارات المغناطيسية المنبعثة من الدماغ عدد قليل من الفيمتو تسلا، فإن الحماية من الإشارات المغناطيسية الخارجية، بما في ذلك المجال المغناطيسي للأرض، أمرٌ ضروري. يمكن الحصول على درع مغناطيسي مناسب عن طريق إنشاء غرف مصنوعة من الألمنيوم وسبيكة عالية النفاذية المغناطيسية للحد من الضجيج عالي التردد ومنخفض التردد، على التوالي.

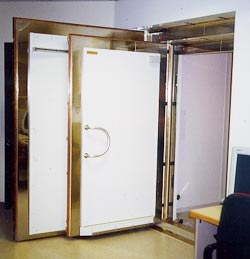
مدخل الغرفة المحمية مغناطيسيًا، يظهر في الصورة طبقات الحماية المنفصلة

### الغرفة المحمية مغناطيسيًا (MSR)
يتكون نموذج الغرفة المحمية مغناطيسيًا (MSR) من ثلاث طبقات رئيسية متداخلة. كل طبقة من هذه الطبقات مصنوعة من طبقة ألومنيوم نقية بالإضافة إلى طبقة مغناطيسية حديدية عالية النفاذية، تشبه في تركيبها الموليبدينوم البرمالوي.توجد الطبقة المغناطيسية الحديدية على شكل صفائح بقطر 1  مم، في حين تتكون الطبقة الداخلية من أربعة صفائح عند ملامستها عن قرب، وتتكون الطبقتان الخارجيتان من ثلاث صفائح لكل منها. وتقوم الشرائح المغطية بالحفاظ على الاستمرارية المغناطيسية. يتم استخدام الغسالات العازلة في التجميعات اللولبية لضمان عزل كل طبقة رئيسية كهربائياً. هذا يساعد في القضاء على إشعاع تردد الراديو، التي من الممكن أن تقلل من أداء السكويدة. كما يتم الحفاظ على الاستمرارية الكهربائية للألومنيوم من خلال شرائح الألومنيوم المغطية لضمان حماية التيار الدوامي التيار المتردد، وهو أمر مهم عند ترددات أعلى من 1 هرتز. وغالبًا ما تُطلى تقاطعات الطبقة الداخلية بالفضة أو الذهب لتحسين موصلية طبقات الألمنيوم.

### نظام التدريع النشط
تم تصميم الأنظمة النشطة لإلغاء الضجيج ثلاثي الأبعاد. لتنفيذ نظام نشط، يتم تركيب مقاييس مغناطيسية ذات بوابة تدفق منخفضة الضجيج في مركز كل سطح وتوجه بشكل متعامد معها. يغذي هذا بشكل سلبي مضخم التيار المستمر من خلال شبكة الترددات المنخفضة مع انخفاض بطيء لتقليل ردود الارتجاع الإيجابي والتذبذب. بُني في النظام أسلاك مهتزة ومبطلة للمغناطيسية. تزيد الأسلاك المهتزّة من النفاذية المغناطيسية، في حين يتم تطبيق الأسلاك المبطلة للمغناطيسية بشكل دائم على جميع أسطح الطبقة الرئيسية الداخلية لإزالة مغناطيسية الأسطح. علاوةً على ذلك، يمكن لخوارزميات إلغاء الضجيج أن تقلل من الضوضاء ذات التردد المنخفض والعالي. تحتوي الأنظمة الحديثة على أرضية ضوضاء تبلغ حوالي 2–3 fT/Hz0.5 فوق 1 Hz.

## تعيين مكان المصدر

### المسألة الرياضية العكسية لتحديد المواقع
يتمثل التحدي الذي يطرحه تخطيط الدماغ المغناطيسي في تحديد موقع النشاط الكهربائي داخل الدماغ من خلال الحقول المغناطيسية المستحثة خارج الرأس. يشار إلى هكذا تحديات، أي عندما يجب تقدير مؤشرات النموذج (موقع النشاط) من البيانات المقاسة (إشارات الحبار) بالمسائل الرياضية العكسية (على النقيض من المسائل الأمامية  حيث تكون معلمات النموذج (مثل موقع المصدر) معروفة ويتم تقدير البيانات (مثل الحقل المغناطيسي عند مسافة معينة). تكمن الصعوبة الرئيسية في عدم احتواء المسألة العكسية على حل فريد (أي أن هناك إجابات «صحيحة» غير محدودة)، ومشكلة تحديد الحل «الأمثل» هي نفسها موضوع بحث مكثف. يمكن اشتقاق الحلول الممكنة باستخدام نماذج تتضمن معرفة مسبقة بنشاط الدماغ.
يمكن أن تكون نماذج المصدر إما مفرطة التحديد أو قليلة التحديد. قد يتكون النموذج مفرط التحديد من بعض المصادر الشبيهة بالنقاط («نموذج ثنائي الأقطاب المتكافئة»)، والتي يتم بعد ذلك تقدير مواقعها من البيانات. يمكن استخدام النماذج قليلة التحديد في الحالات التي يتم فيها تنشيط العديد من المناطق الموزعة المختلفة («حلول المصادر الموزعة»): هناك عدد لا حصر له من التوزيعات المحتملة للتيار التي تشرح نتائج القياس، ولكن يتم اختيار الأكثر احتمالية. تستفيد خوارزميات تعيين الموقع من نماذج المصدر والرأس للعثور على موقع محتمل لمولد المجال المركزي الكامن.
يعمل أحد أنواع خوارزميات تعيين المواقع للنماذج مفرطة التحديد عن طريق تحقيق أقصى قدر للتوقع (EM): يتم تهيئة النظام بتخمين اولي. تبدأ الحلقة، التي يتم فيها استخدام نموذج أمامي لمحاكاة المجال المغناطيسي الذي سينتج عن التيار الذي تم تخمينه. يتم ضبط التخمين لتقليل التناقض بين حقل المحاكاة والحقل المقاس. وتتكرر هذه العملية حتى التقارب.
وهناك تقنية شائعة أخرى هي تشكيل الحزم، حيث يتم استخدام نموذج نظري للحقل المغناطيسي الناتج عن تيار ثنائي القطب معين، إلى جانب إحصاءات من الرتبة الثانية للبيانات في شكل مصفوفة تغاير، لحساب الترجيح الخطي لمكون الحزم عبر معكوس باكوس-جيلبرت. ويعرف هذا أيضًا باسم الحد الأدنى من التباين المقيد خطيًا (LCMV) لمكون الحزم. عندما يتم تطبيق المكوِّن على البيانات، فإنه ينتج تقديرًا للقوة في «قناة افتراضية» في موقع المصدر.
لا يمكن المبالغة في التأكيد على مدى صعوبة طرح مسألة عكسية خالية من القيود لتخطيط مغناطيسية الدماغ. إذا كان هدف المرء هو تقدير كثافة التيار في دماغ الإنسان باستخدام دقة 5 مم، فمن الثابت أن الغالبية العظمى من المعلومات اللازمة لإجراء انعكاس فريد يجب ألا تأتي من قياس المجال المغناطيسي بدلاً من القيود المحيطة بهذه المسألة. وعلاوةً على ذلك، حتى عندما يكون الانعكاس الفريد ممكنًا في وجود مثل هذه القيود، فإن الانعكاس يمكن أن يكون غير مستقر. هذه الاستنتاجات يمكن استنباطها بسهولة من الأعمال المنشورة.

### صورة المصدر المغناطيسي
يمكن دمج مواقع المصدر مع صور التصوير بالرنين المغناطيسي (MRI) لإنشاء صور المصدر المغناطيسي (MSI). يتم جمع مجموعتين من البيانات عن طريق قياس موقع مجموعة مشتركة من النقاط المرجعية التي تم تمييزها بدلالات الدهون أثناء التصوير بالرنين المغناطيسي، وبلفائف من الأسلاك الكهربائية التي تعطي المجال المغناطيسي خلال MEG. ثم يتم استخدام مواقع النقاط المرجعية في كل مجموعة بيانات لتحديد نظام إحداثي مشترك بحيث يمكن إضافة بيانات MEG الوظيفية إلى بيانات التصوير بالرنين المغناطيسي الهيكلية، وتصبح ("مطابقة الصور") ممكنة.
إن الانتقاد لاستخدام هذه التقنية في الممارسة السريرية هو أنها تنتج مناطق ملونة ذات حدود على صور المسح بالرنين المغناطيسي: قد لا يدرك المشاهد غير المدرّب أن الألوان لا تمثل يقينًا فيزيولوجيًا، بسبب الدقة المنخفضة نسبيًا في MEG، بل تمثل احتمالية مشتقة من العمليات الإحصائية. ومع ذلك، عندما تؤكد صورة المصدر المغناطيسي صحة بيانات أخرى، يمكن أن تكون عندها ذات فائدة إكلينيكية.

### تحديد مكان مصدر النموذج ثنائي القطب
تتضمن تقنية نمذجة المصدر لـ MEG المقبولة على نطاق واسع حساب مجموعة من التيارات ثنائية الأقطاب المكافئة (ECDs)، التي تفترض أن تكون المصادر العصبية الكامنة مركزية. هذا الإجراء المناسب لثنائي القطب غير خطي ومفرط في التحديد، لأن عدد مؤشرات ثنائي القطب الغير معروف أصغر من عدد مقاييس MEG. يتم تطبيق خوارزميات النموذج ثنائي الأقطاب الآلي مثل تصنيف الإشارات المتعددة (MUSIC) ونمذجة MSST لتحليل استجابة MEG. محددات النماذج ثنائية القطب لتوصيف الاستجابة العصبية هي (1) صعوبات في استخدام التيارات ثنائية الأقطاب المكافئة لتعيين موقع المصادر الموسعة، (2) مشاكل في تقدير العدد الإجمالي الدقيق من ثنائيات القطب مقدمًا، و (3) الاعتماد على موقع ثنائي القطب، وخاصة مستوى العمق في الدماغ.

### النماذج موزعة المصدر
بخلاف النمذجة متعددة الأقطاب الثنائية، تقوم النماذج موزعة المصدر بتقسيم مساحة المصدر إلى شبكة تحتوي على عدد كبير من ثنائيات الأقطاب. المسألة الرياضية العكسية هنا هي الحصول على لحظات ثنائية القطب لعقد الشبكة. وبما أن عدد اللحظات ثنائية القطب غير المعروفة أكبر بكثير من عدد مجسات MEG، فإن الحل العكسي غير محدّد إلى حد كبير، لذا هناك حاجة إلى قيود إضافية لتقليل غموض الحل. الميزة الأساسية لهذا النهج هو أنه لا يلزم وجود مواصفات مسبقة لنموذج المصدر. ومع ذلك، قد يكون من الصعب تفسير التوزيعات الناتجة، لأنها تعكس فقط صورة «غير واضحة» (أو حتى مشوهة) لتوزيع المصدر العصبي الحقيقي. الأمر معقد بسبب حقيقة أن الدقة المكانية تعتمد بشدة على عدة عوامل مثل منطقة الدماغ، والعمق، والاتجاه، وعدد أجهزة الاستشعار الخ.

### تحليل المكونات المستقلة (ICA)
تحليل المكونات المستقلة (ICA) هو حل آخر لمعالجة الإشارات، بحيث يفصل الإشارات المختلفة المستقلة إحصائيًا في الوقت المناسب. وتستخدم في المقام الأول لإزالة العوامل الخادعة مثل الرمش، وحركة عضلات العين، والحركات العضلية الخادعة في الوجه، والقلب، وما إلى ذلك من إشارات MEG و EEG التي قد تكون ملوثة بضوضاء خارجية. ومع ذلك، لدى تحليل المكونات المستقلة دقة ضعيفة فيما يتعلق بمصادر الدماغ عالية الارتباط.

## الاستخدامات في المجال الطبي
إنّ الاستخدام الرئيسي لتخطيط مغناطيسية الدماغ في البحوث هو قياس الدورات الزمنية للنشاط. يستطيع MEG تحليل الأحداث بدقة تصل إلى 10 مللي ثانية أو أسرع، في حين أن التصوير بالرنين المغناطيسي الوظيفي (fMRI، والذي يعتمد على التغيرات في تدفق الدم، يمكنه في أفضل الأحوال تحليل الأحداث بدقة تصل إلى عدة مئات من المللي ثانية. كما يقوم MEG أيضًا بتحديد المصادر بدقة في القشرة السمعية الأولية، والقشرة الحسية الجسدية، والقشرة الحركية. لإنشاء خرائط وظيفية للقشرة المخية البشرية أثناء المهام المعرفية الأكثر تعقيدًا، يتم دمج MEG في أغلب الأحيان مع fMRI، حيث تكمل كلا الطريقتين بعضهما البعض. لا تتفق بالضرورة البيانات العصبية (MEG) وبيانات ديناميكا الدم (fMRI)، على الرغم من العلاقة الضيقة بين جهد المجال الموضعي (LFP) والإشارات التي تعتمد على مستوى الأكسجين في الدم (BOLD). قد تنشأ إشارات MEG و BOLD من نفس المصدر (على الرغم من أن إشارات BOLD يتم تصفيتها من خلال استجابة الدورة الدموية).
كما يتم استخدام MEG لتحسين تعيين مكان الاستجابة في الدماغ. يتيح انفتاح إعدادات MEG إمكانية إدخال المحفزات السمعية والبصرية الخارجية بسهولة. قد تحدث بعض الحركة من قبل الشخص أيضًا طالما أن رأس الشخص لا يرتج. ويمكن بعد ذلك تعيين الاستجابة في الدماغ قبل وأثناء وبعد إدخال مثل هذه المحفزات / الحركة مع دقة مكانية أكبر مما كان ممكنًا من قبل مع EEG. يستفيد علماء النفس أيضًا من تصوير الأعصاب باستخدام MEG لفهم العلاقة بين وظائف الدماغ وسلوكياته بشكل أفضل. على سبيل المثال، تم إجراء عدد من الدراسات تقارن بين ردات فعل المرضى الذين يعانون من مشاكل نفسية التي تظهر على MEG، مما يساعد في العلاج. كان هناك نجاح كبير في عزل ردود فعل فريدة من نوعها في المرضى الذين يعانون من مرض انفصام الشخصية، مثل خلل التبوب (اختيار التدفعات العصبية من قِبَل بَوَّابَة) السمعي للأصوات البشرية. كما يتم استخدام MEG لربط الاستجابات النفسية القياسية، مثل الاعتماد العاطفي لفهم اللغة. تطبيق آخر واعد من MEG في تطوير العلامات الحيوية الموضوعية لاضطرابات النمو العصبي في وقت مبكر مثل التوحد.
وقد سجلت الدراسات الحديثة تصنيف ناجح للمرضى الذين يعانون من مرض التصلب المتعدد، ومرض التوحد، والزهايمر، وانفصام الشخصية، ومتلازمة شوغرن، وإدمان الكحول المزمن، وآلام الوجه. يمكن استخدام MEG للتمييز بين هؤلاء المرضى والأصحاء، مما يشير إلى دور مستقبلي واعد لـ MEG في التشخيص.

### الصرع البؤري
من الاستخدامات السريرية ل MEG اكتشاف وتحديد مواقع النشاط المرضي في مرضى الصرع، وفي تحديد القشرة البليغة (مصطلح يستخدمه أخصائيو الأعصاب للدلالة على الف=قشرة المخية التي تتسبب إزالتها في فقدان معالجة البيانات الحسية، أو اللغوية، أو الشلل الجزئي، أو الشلل.) أثناء التخطيط الجراحي في المرضى الذين يعانون من أورام المخ أو الصرع مستعصي العلاج. الهدف من جراحة الصرع هو إزالة النسيج المولد للصرع مع الحفاظ على مناطق الدماغ الصحية. تساعد معرفة الوضع الدقيق لمناطق الدماغ الأساسية (مثل القشرة الحركية الأولية، والقشرة الحسية الأولية، والقشرة البصرية، والمناطق المشاركة في الكلام والفهم) على تجنب حالات العجز العصبي الناتجة جراحيًا. يعتبر التحفيز القشري المباشر والجهود القشرية الحسية الجسدية المسجلة على تخطيط كهربية قشر الدماغ المعيار الذهبي لتحديد مناطق الدماغ الأساسية. يمكن تنفيذ هذه الإجراءات إما أثناء العمليات الجراحية أو من خلال أقطاب شبكية مزمنة توجد تحت الجافية. كلاهما اجراءات باضعة.
يظهر تحديد الثلم المركزي للمخ باستخدام MEG غير الباضع التي تم الحصول عليها من الحقول المغناطيسية المستحثة من القشرة الجسدية الحسية توافقًا قويًا مع تلك النتائج من تقارير الاجراءات الباضعة. تساعد دراسات MEG في توضيح التنظيم الوظيفي للقشرة الحسية الجسدية الأولية ولتحديد المدى المكاني للقشرة الحسية الجسدية الخاصة باليد عن طريق تحفيز الأصابع بشكلٍ منفرد. يوضح هذا التوافق بين التحديد الباضع للأنسجة القشرية وتسجيلات MEG فعالية تحليل MEG وتشير إلى أن MEG قد يحل محل الإجراءات الباضعة في المستقبل.

### استخدامات جنينية
تم استخدام MEG لدراسة العمليات المعرفية مثل الرؤية، والسمع، ومعالجة اللغة في الأجنة والأطفال حديثي الولادة.

## مقارنة مع التقنيات ذات العلاقة
تم تطوير MEG منذ 1960s ولكن تم دعمه بشكل كبير من خلال التطورات الحديثة في خوارزميات الحوسبة والأجهزة، ويعد بتحسين التحليل المكاني المقترن مع تحليل زمني عالي للغاية (أفضل من 1 مللي ثانية). بما أن إشارة MEG هي مقياس مباشر للنشاط العصبوني، فإن تحليلها الزمني قابل للمقارنة مع الأقطاب الكهربائية داخل القحف.
يكمل MEG تقنيات قياس نشاط الدماغ الأخرى مثل تخطيط أمواج الدماغ (EEG)، والتصوير المقطعي بالإصدار البوزيتروني (PET)، وتصوير بالرنين المغناطيسي الوظيفي (fMRI). وتتكون نقاط قوتها في استقلالية هندسة الرأس مقارنةً مع EEG (ما يكن الطُعم المغناطيسي الحديدي موجودًا)، وكونها إجراء غير باضع، وعدام استخدام الإشعاعات المؤينة، على عكس PET والتحليل الزمني العالي بالمقارنة مع fMRI.

### مقارنة مع تخطيط أمواج الدماغ
على الرغم من أن إشارات EEG و MEG تنبع من نفس العمليات العصبية، إلا أن هناك اختلافات مهمة. تشويه المجالات المغناطيسية بفعل الجمجمة وفروة الرأس أقل من الحقول الكهربائية، مما ينتج عنه دقة مكانية أفضل لـ MEG. في حين أن حساس لكل من المكونات العرضية والشعاعية لمصدر التيار في الموصل كروي حجم، في حين أن MEG لا يكشف إلا عن مكوناته العرضية. يمكن EEG الخاص بفروة الرأس، بالتالي، اكتشاف النشاط في كل من الأثلام وفي الجزء العلوي من التلافيف القشرية، في حين أن MEG أكثر حساسية للأنشطة التي تنشأ في الأثلام. وبالتالي، فإن EEG حساس للنشاط في مناطق أكثر من الدماغ، ولكن هذا النشاط مرئي بدقة أعلى في MEG.
EEG الخاص بفروة الرأس حساس للتيارات خارج الخلية التي ينتجها الجهد التالي للمشبك. تكتشف MEG التيارات داخل الخلايا المرتبطة في المقام الأول بجهد المشبك هذا لأن مكونات المجال الذي تولده التيارات تميل إلى الإلغاء في موصل كروي حجم  إن تآكل المجالات المغناطيسية كوظيفة للمسافة أكثر وضوحًا من الحقول الكهربائية. لذلك، MEG هو أكثر حساسية للنشاط القشري السطحي، مما يجعله مفيدًا لدراسة الصرع القشرة المخية الحديثة. وأخيرًا، يعتبر MEG خاليًا من المرجعية، بينما يعتمد EEG الخاص بفروة الرأس على مرجع، والذي عندما يكون نشطًا، يجعل تفسير البيانات صعبًا.